# Obscenity
Gli Obscenity sono un gruppo death metal tedesco nato a Oldenburg nel 1989.
Il gruppo ha pubblicato finora 7 album registrati in studio e una raccolta, nel 1999.
L'ultimo lavoro in studio risale invece al 2006 e si intitola Where Sinners Bleed.

## Formazione

### Formazione attuale
- Hendrik Bruns - chitarra
- Jens Finger - chitarra
- Gregor Frischko - basso

### Ex componenti
- Oliver Jauch  - voce
- Dirk Vogt – chitarra, basso
- Thimo Gerhardt - basso
- Jens Claussen - basso
- Alexander Pahl - basso
- Sascha Knust  - batteria (1989-2000)
- Marc-Andrée Dieken  - batteria (2000-2009)

## Discografia
Album in studio
- 1992 - Suffocated Truth
- 1994 - Perversion Mankind
- 1996 - The 3rd Chapter
- 1997 - Whipped, Raped... Obscene
- 1998 - Human Barbecue
- 2000 - Intense
- 2002 - Cold Blooded Murder
- 2006 - Where Sinners Bleed
- 2012 - Atrophied in Anguish
- 2016 - Retaliation
- 2018 - Summoning the Circle

Raccolte
- 1999 - Demo-Niac Best of/Compilation

Demo
- 1992 - Age of Brutality
- 1993 - Amputated Souls